# Calosoma pumicatum
Calosoma (Callisthenes) pumicatum – gatunek chrząszcza z rodziny biegaczowatych, podrodziny Carabinae i rodzaju tęcznik.

## Taksonomia
Gatunek opisany został w 1832 roku przez Georgesa Vachera de Lapouge. Stephan von Breuning w swojej monografii z 1928 roku sklasyfikował ten takson jako aberrację Calosoma reichei i przedstawia nazwę C. reichei ab. pumicatum. W 1932 Lapouge umieszcza ten gatunek jako podtakson jednego z podgatunków Callisthes panderi pod nazwą Callisthenes panderi substriatus pumicatus. Z kolei René Jeannel w 1940 klasyfikuje go jako podgatunek Callisthenes araraticus i umieszcza pod nazwą Callisthenes araraticus pumicatus. Wreszcie w 2002 roku Dmitry Obydow podnosi go do rangi niezależnego gatunku pod nazwą Callisthenes pumicatus. Baza Carabidae of the World umieszcza ten takson jako samodzielny gatunek w podrodzaju (allisthenes pod nazwą Calosoma (Callisthenes) punctatus i dzieli go na dwa podgatunki:
- Calosoma pumicatus pumicatus Lapouge, 1907
- Calosoma pumicatus schelkovnikovi Zaitzev, 1918

Sandro Bruschi uważa natomiast ten takson za podgatunek Calosoma breviusculum i w Calosoma of the World umieszcza go pod nazwą Calosoma (Callisthenes) breviusculum pumicatum, zaś opisanego przez Zajcewa Calosoma (Callisthenes) Schelkovnikovi uznaje za synonim tegoż.

## Opis
Ciało długości od 17 do 21 mm, bardziej krępe niż u C. substriatum. Przedplecze słabo pomarszczone, a pośrodku prawie gładkie; silniej poprzeczne niż u C. substriatum. Od tego gatunku różni się także bardziej powierzchownym punktowaniem pokryw i bardziej płaskimi międzyrzędami na nich. Gatunek krótkoskrzydły.

## Występowanie
Zasiedla pastwiska i stepy na średnich i dużych wysokościach, z zakresu od 1500 to 2100 m n.p.m., gdzie dorosłe spotykane są w maju i czerwcu.
Chrząszcz ten jest endemitem Iranu, gdzie występuje od Ardabilu i Azerbejdżanu Irańskiego przez m.in. Kazwin po Zandżan.